# Takenaka Koki
Koki Takenaka (sinh ngày 8 tháng 9 năm 1992) là một cầu thủ bóng đá người Nhật Bản.

## Sự nghiệp câu lạc bộ
Koki Takenaka đã từng chơi cho Tokyo Verdy.